# Manaure
Manaure – miasto w Kolumbii, w departamencie Cesar.